# 歌えバンバン
- 歌えバンバン[1]
- うたえばんばん[1]
- うたえバンバン[1]

「歌えバンバン」（うたえバンバン）は、阪田寛夫作詞、山本直純作曲の歌。「うたえバンバン」と表記されることもある。
1971年1月2日放送のNHK正月特番『うたえバンバン』のテーマソングとして作られ、1972年8月25日にキングレコードから発売されたシングル「歌はともだち」（キングレコード ES(H)-1038）のB面に、同年9月に同じくキングレコードから発売されたLP『歌はともだち オリジナル・ソング』（キングレコード SKM-2129）にそれぞれボニー・ジャックス、芹洋子、東京放送合唱団の歌で収録された（同シングル及びLPでの表記は「うたえバンバン」である）。その後『ワンツー・どん』などの音楽番組などでも歌われた。
21世紀初頭現在では合唱曲として主に小学校の人気曲(中学校の特別支援学級や特別支援学校の高等部でも)で音楽の授業や発表会などでも歌われている。
1974年以後、小学校の音楽教科書にも掲載されている。

## カバー
- ドリーミング - 1998年発売『アンパンマンがえらんだこどものうた〜みんなでうたううた』収録
- 少年少女合唱団みずうみ - 1988年発売『決定版／NHKみんなのうた』、2004年発売『ときめきどうようミュージアム(2)のびのびうたごっこ』、2009年発売『親子できく、どうようフリーソウル。selected by 橋本徹』などに収録
- 大和田りつこ、岡崎裕美、春口雅子 - 1993年発売『こんにちは童謡組〜新しい名曲童謡をあつめて』収録
- 大山崎たけのこ合唱団 - 1997年発売『こどものうたごえベストセレクション2「歌えバンバン」』収録
- 西六郷少年少女合唱団（新西六郷少年少女合唱団） - レパートリーの一つ[3]。2002年11月18日発売『子供の歌(6) 楽しく歌おう』（キープ／日本クラウン、CD：TCD-506／カセット：TMC-506）収録
- 山本祐ノ介、小山京子、山本純ノ介 - 2005年発売の8枚組CD『山本直純CD選集〜人生即交響楽〜』Disc3「器楽室内楽選集」収録。インストゥルメンタル
- ひばり児童合唱団 - 2005年発売の8枚組CD『山本直純CD選集〜人生即交響楽〜』Disc4「歌のメリーゴーランド(1)〜ひばり児童合唱団」収録
- 杉並児童合唱団 - 2007年発売『かぞくみんなのファミリー・ソング ふぁみ・そん』などに収録
- ナチュラル ハイ - 2007年発売『Lingkaran for Baby』収録
- ROCO - 2012年発売『こどもじゃず その5』収録
- 東京都杉並区立桃井第二小学校 - 2014年発売『＜ビクター TWIN BEST＞合唱ベスト　小学校編』収録